# Macrobiotus caymanensis
Espèce
Macrobiotus caymanensis est une espèce de tardigrades de la famille des Macrobiotidae.

## Distribution
Cette espèce est endémique de Grand Cayman dans les îles Caïmans.

## Étymologie
Son nom d'espèce, composé de cayman et du suffixe latin -ensis, « qui vit dans, qui habite », lui a été donné en référence au lieu de sa découverte.

## Publication originale
- Meyer, 2011 : Tardigrada of Grand Cayman, West Indies, with descriptions of two new species of eutardigrade, Doryphoribius tessellatus (Hypsibiidae) and Macrobiotus caymanensis (Macrobiotidae). Zootaxa, no 2812, p. 28-40.